# 夏尔马
夏尔马是英国品种的役用马。通常是黑色、浅褐色或灰色。它是一个高大的品种，在不同的时期，夏尔马有最大的马和最高的马的世界纪录。夏尔有很强的负重能力，在运河系统是主要的货物运输方式的时代，它被用于农活，拖驳船，并作为马车进行公路运输。一种传统的用途是拉啤酒桶来运送啤酒，有些地區现在仍在使用这种方法。其他的用途则用于林业、骑马和商业推广。